# Jean de Nesle-Offémont
Jean Ier de Clermont-Nesle, seigneur d'Offémont, né en 1288 et mort le 25 mai 1352, fut un noble français et un conseiller de Philippe VI de Valois.

## Biographie
Issu de la maison picarde de Clermont-Nesle, il est le fils de Gui Ier de Clermont-Nesle, maréchal de France, et de Marguerite de Thourotte, dame d’Offémont, et le neveu du connétable Raoul de Clermont-Nesle.
Chambellan de Philippe VI, Jean de Nesle participe activement au gouvernement du royaume de France à partir de 1344. Il entre à cette date au conseil royal et y participe assidûment, ce qui en fait un des principaux conseillers aux côtés du chancelier Guillaume Flote et de Jean de Marigny. Il est de plus un des deux présidents de la chambre des comptes. Preuve de sa faveur, il reçoit en 1345 la charge honorifique de Grand-queux de France.
Lors de la campagne militaire de 1345-1346, en l'absence du roi, le sire d'Offémont administre le royaume en compagnie du chancelier Flote et de l'évêque de Laon Hugues d'Arcy. 
La défaite de Crécy et la sévère remise en cause du pouvoir royal qui s'ensuit compromettent un temps sa carrière politique. En décembre 1346, il quitte la présidence de la chambre des comptes en compagnie d'autres importants conseillers. Bien que plus effacé, il parvient néanmoins à conserver sa place au conseil, et ce même après la prise du pouvoir par le duc de Normandie en 1348, devenu le roi Jean II en 1350.
Le sire d'Offémont meurt à 64 ans en 1352. De sa femme Marguerite de Mello, il avait eu Guy II, sire de Mello et d'Offémont.